# Phil Coulter
Phil Coulter (* 19. Februar 1942 in Derry) ist ein nordirischer Songwriter, Interpret und Musikproduzent.
Zusammen mit seinem Kollegen Bill Martin schrieb er in den 1960er- und 1970er-Jahren eine Vielzahl Hits für die unterschiedlichsten und bekanntesten Interpreten. 1967 schrieb das Duo den Titel Puppet on a String, mit dem Sandie Shaw 1967 den Eurovision Song Contest in Wien gewann. Bei seinem Comeback in den 1980er-Jahren wurde Coulter durch die Interpretation seiner eigenen Werke bekannt. Mittlerweile ist er in seiner Heimat und weit darüber hinaus ein bekannter Musiker.

## Solokarriere
1984 veröffentlichte er sein instrumentales Soloalbum Classic Tranquility, in welchem er viele bekannte irische Weisen verarbeitete.
Das Nachfolgealbum Sea of Tranquility folgte der Idee seines Vorgängers. Es wurde das zweitbestverkaufte Album in Irland.
Phil Coulter verlegte seinen Wohnsitz von London nach Irland, wo er sich ein Tonstudio und ein Büro in seinem Haus in Bray (im Süden Dublins) einrichtete. Er produzierte weiter Musik und trat bei den verschiedensten Anlässen rund um den Globus, beispielsweise im Weißen Haus zum Saint Patrick’s Day, auf.
1995 trat die Irish Rugby Football Union an Coulter heran und bat ihn, eine politisch neutrale Hymne für die irische Rugby-Nationalmannschaft – welche sowohl Nordirland als auch die Republik Irland repräsentiert –, zu schreiben. Das Ergebnis war Ireland’s Call. Bei den Rugby-Spielen in der Republik Irland werden sowohl Amhrán na bhFiann (die Nationalhymne des Gastgebers Republik Irland) als auch Ireland’s Call (als Hymne der Heimmannschaft) gesungen. Bei auswärtigen Spielen wird jedoch Ireland’s Call als einzige Hymne verwendet.
Auf Coulters offizieller Website ist zu lesen, dass seine Alben bereits 23 Mal Platin-, 39 Mal Gold- und 52 Mal Silber-Status erreicht haben. Phil Coulter hält sich jedoch eine Wand in seinem Haus komplett frei, “to remind me that there’s still room for a lot more” (deutsch: „um mich daran zu erinnern, dass noch Platz für vieles mehr ist“).

## Werke (unvollständig)
Phil Coulter hat die meisten seiner Lieder mit Bill Martin geschrieben:
Unten stehende Liste ist folgendermaßen zu lesen
- Titel, fett geschrieben, sind Singleveröffentlichungen als A-Seite
- Titel, kursiv geschrieben, sind Singleveröffentlichungen als B-Seite
- Titel, normal geschrieben, sind Veröffentlichungen auf einer Langspielplatte
- Interpret
- Langspielplatte, auf der die Komposition erstveröffentlicht wurde
- Datum der Veröffentlichung in der Reihenfolge Jahr, Monat, Tag

| Titel                                                | Interpret               | Langspielplatte              | veröffentlicht | Anmerkungen                                                      |
| ---------------------------------------------------- | ----------------------- | ---------------------------- | -------------- | ---------------------------------------------------------------- |
| Back Home                                            | England World Cup Squad |                              | 1970           |                                                                  |
| The Boogiest Band in Town                            | Arrows                  | First Hit 1976               | 1976           |                                                                  |
| Gotta Be Near You                                    | Arrows                  | First Hit 1976               | 1976           |                                                                  |
| Let Me Love You                                      | Arrows                  | First Hit 1976               | 1976           |                                                                  |
| Once Upon a Time                                     | Arrows                  | First Hit 1976               | 1976           |                                                                  |
| Thanks                                               | Arrows                  | First Hit 1976               | 1976           |                                                                  |
| Congratulations                                      | Cliff Richard           |                              | 1968           |                                                                  |
| Puppet on a String                                   | Sandie Shaw             |                              | 1967           |                                                                  |
| Romano                                               | Geraldine               |                              | 1977           |                                                                  |
| Bad Magic                                            | Geraldine               |                              | 1979           | B-Seite von Casablanca                                           |
| Casablanca                                           | Geraldine               |                              | 1979           |                                                                  |
| The Town I Loved So Well                             |                         |                              | 1973           | deutsche und französische Version von Hannes Wader: Kleine Stadt |
| Toi                                                  | Geraldine               |                              | 1975           | weiterer Komponist: Pierre Cour                                  |
| Give It to Me Now                                    | Bay City Rollers        | Rollin’                      | 1974           |                                                                  |
| Jenny Gotta Dance                                    | Bay City Rollers        | Rollin’                      | 1974           |                                                                  |
| Remember (Sha La La La)                              | Bay City Rollers        | Rollin’                      | 1974           |                                                                  |
| Saturday Night                                       | Bay City Rollers        | Rollin’                      | 1974           |                                                                  |
| Shang-a-Lang                                         | Bay City Rollers        | Rollin’                      | 1974           |                                                                  |
| Summerlove Sensation                                 | Bay City Rollers        | Rollin’                      | 1974           |                                                                  |
| The Bump                                             | Bay City Rollers        |                              | 1974           | B-Seite von All of Me Loves All of You                           |
| Heart of Stone                                       | Kenny                   |                              | 1973           |                                                                  |
| Buttons                                              | Kenny                   |                              | 1973           | B-Seite von Heart of Stone                                       |
| Give It to Me Now                                    | Kenny                   |                              | 1973           |                                                                  |
| Rollin’                                              | Kenny                   |                              | 1973           | B-Seite von Give It to Me Now                                    |
| Fancy Pants                                          | Kenny                   |                              | 1975           |                                                                  |
| Forget the Janes, the Jeans and the Might Have Beens | Kenny                   |                              | 1974           | B-Seite von The Bump                                             |
| I’m a Winner                                         | Kenny                   |                              | 1975           | B-Seite von Fancy Pants                                          |
| Julie Anne U                                         | Kenny                   |                              | 1975           |                                                                  |
| Nice to Have You Home                                | Kenny                   |                              | 1975           |                                                                  |
| The Bump                                             | Kenny                   |                              | 1974           |                                                                  |
| Better Than I Do                                     | Slik                    | Slik                         | 1976           |                                                                  |
| Boogiest Band in Town                                | Slik                    |                              | 1975           |                                                                  |
| Dancearama                                           | Slik                    | Slik                         | 1976           |                                                                  |
| Day by Day                                           | Slik                    | Slik                         | 1976           |                                                                  |
| Don’t Take Your Love Away                            | Slik                    | Slik                         | 1976           |                                                                  |
| Forever and Ever                                     | Slik                    | Slik                         | 1975           |                                                                  |
| No We Won’t Forget You                               | Slik                    | Slik                         | 1976           |                                                                  |
| Requiem                                              | Slik                    | Slik                         | 1976           |                                                                  |
| The Kid’s a Punk                                     | Slik                    | Slik                         | 1976           |                                                                  |
| Once Upon a Time                                     | Arrows                  |                              | 1976           |                                                                  |
| My Boy                                               | Elvis Presley           |                              | 1974           | weitere Komponisten: C. Francois und Jean-Pierre Boutayre        |
| Surround Yourself with Sorrow                        | Cilla Black             | Surround Yourself with Cilla | 1969           |                                                                  |